# Třída LST-491
Třída LST-491 byla třída tankových výsadkových lodí amerického námořnictva (Landing Ship Tank – LST) z období druhé světové války. Jednalo se o další evoluci tankových výsadkových lodí třídy LST-1. Celkem bylo postaveno 50 jednotek této třídy. Zahraničními uživateli třídy byly Čínská republika, Filipíny, Jižní Vietnam, Korejská republika, Peru, Vietnam.

## Stavba

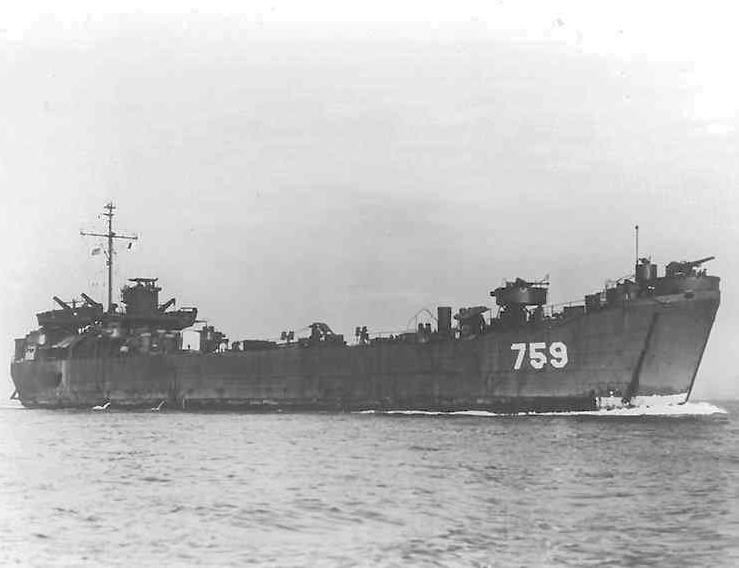
LST-759

Celkem bylo postaveno 50 jednotek této třídy, které do služby vstoupily v letech 1943–1944. Stavbu provedly americké loděnice Chicago Bridge & Iron Works v Seneca, Jefferson Boat and Machine Co. v Jeffersonu a Missouri Valley Bridge & Iron Co. v Evansville.

## Operační služba
Americké námořnictvo výsadkové lodě nasadilo ve druhé světové válce (vyloděníc v Normandii, v jižní Francii, nebo na Okinawě. Za války bylo ztraceno osm plavidel.
- LST-493 – 12. dubna 1945 ztroskotala poblíž anglického Plymouthu.
- LST-496 – 11. června 1944 během vylodění v Normandii potopena německou minou poblíž pláže Omaha.
- LST-499 – 8. června 1944 během vylodění v Normandii potopena německým dělostřelectvem.
- LST-507 – 28. dubna 1944 potopena německými rychlými útočnými čluny u Slaptonu v hrabství Devon během operace Tiger.
- ARB-6 (LST-518) – 9. října 1944 byla vlivem tajfunu Louise vržena na břeh ostrova Okinawa. Totální ztráta.
- LST-523 – 19. června 1944 během vylodění v Normandii potopena německou minou.
- LST-531 – 28. dubna 1944 potopena německými rychlými útočnými čluny u Slaptonu během operace Tiger.
- LST-534 – 22. června 1945 těžce poškozena japonským kamikaze, jako neopravitelná potopena u ostrova Okinawa.

Vietnamské námořnictvo ztratilo výsadkovou loď HQ-505 (kořistní jihovietnamská HQ-504) v bitvě u Johnsonova útesu v Spratlyho souostroví.

## Zahraniční uživatelé

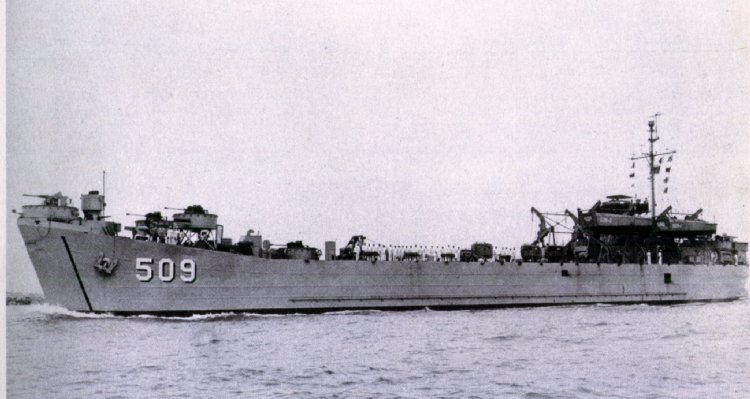
LST-509

- Čínská republika – Chung Kuang (LST-216, ex LST-503), Chung Shu (LST-228, ex LST-520), Chung Wan (LST-229, ex LST-535), Chung Ting (LST-203, ex LST-537)
- Filipíny – Lanao Del Sur (LT-503, ex LST-491), Bataan (LT-85, ex Caddo Parish), Cotabato Del Sur (LT-87, ex Thi Nai, ex LST-529)
- Jižní Vietnam – Thi Nai (HQ-502, ex LST-529), Qui Nhon (HQ-504, ex Bulloch County)
- Korejská republika – (Q024, ex LST-536)[5]
- Peru – Paita (AT4, ex Burnett County)
- Vietnam – Qui Nhon (HQ-502, ex Bullock County), HQ-505 (ex Qui Nhon, Bulloch County)
- Civilní uživatelé.